# Nazionale maschile di calcio del Togo

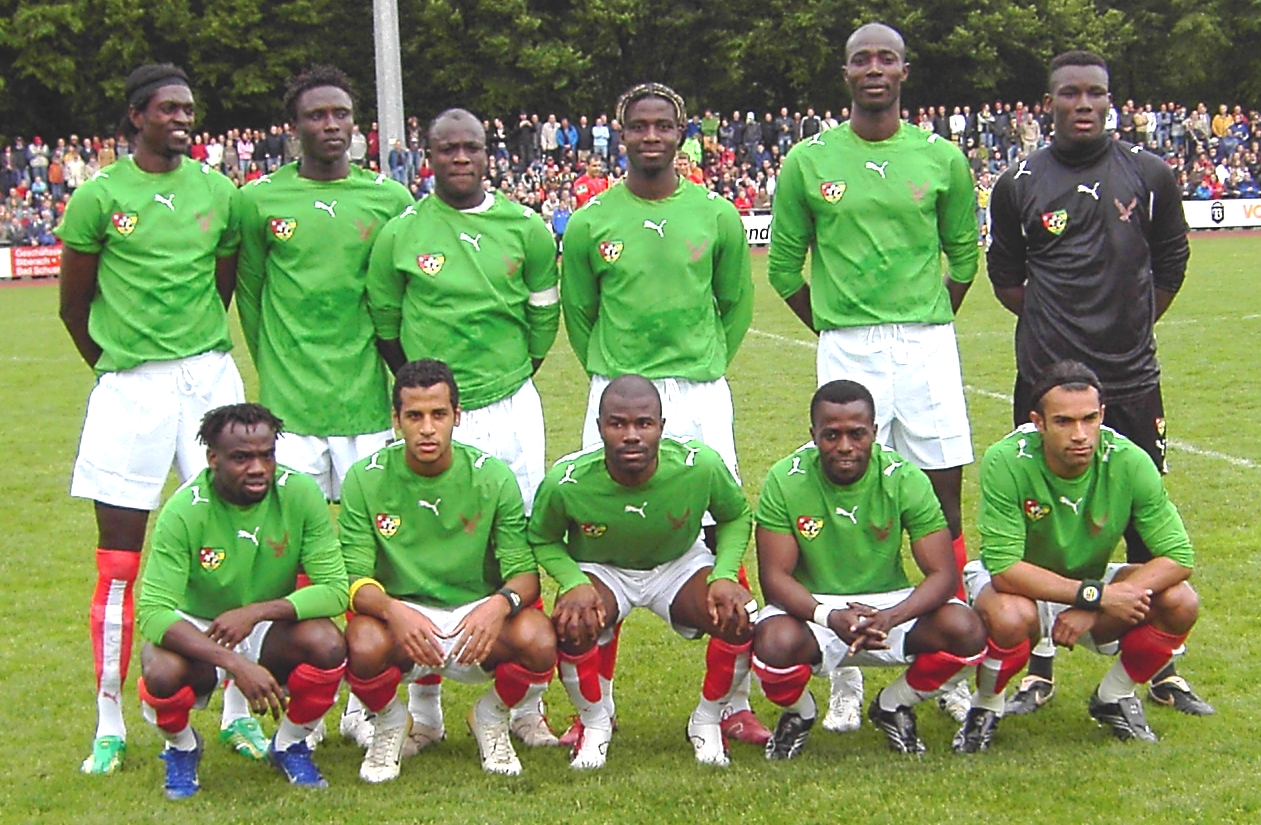
Una formazione del Togo prima dell'inizio di un match nel maggio 2006

La nazionale di calcio del Togo, i cui giocatori sono soprannominati gli Sparvieri, è la squadra calcistica rappresentativa del Togo ed è posta sotto l'egida della Fédération Togolaise de Football.
Pur non avendo mai raggiunto grandi risultati in Coppa d'Africa, conta una partecipazione al campionato del mondo: si qualificò, infatti, al campionato del mondo del 2006, precedendo sorprendentemente nella graduatoria del proprio girone un avversario più quotato come il Senegal. Assieme ad Angola, Ghana e Costa d'Avorio, il Togo fu tra le africane esordienti in questa manifestazione, conclusa dai togolesi al primo turno.
Nella graduatoria FIFA, in vigore da agosto 1993, il miglior posizionamento raggiunto dal Togo è il 46º posto dell'agosto 2006, mentre il peggiore è stato il 125º posto del settembre 2021.

## Storia

### Dagli esordi al 1972
La nazionale togolese di calcio esordì in casa contro il Ghana il 13 ottobre 1956, pareggiando per 1-1. La partita si giocò quando il paese non aveva ancora ottenuto l'indipendenza dalla Francia, divenuta ufficiale il 27 aprile 1960. Prima della fondazione della Federazione calcistica del Togo, avvenuta il 24 gennaio 1960, il calcio nel paese era governato dal District Territorial de Football du Togo. La federcalcio nazionale si affiliò alla FIFA nel 1962 e alla CAF nel 1963.

### Dal 1972 al 1996
Il Togo partecipò alle eliminatorie del campionato del mondo del 1974, dove fu eliminato dallo Zaire, unica squadra africana a giocare quella fase finale della massima rassegna calcistica planetaria. 
Dal 1972 al 1996 la squadra prese parte a due sole edizioni della Coppa d'Africa, nel 1972 e nel 1984. 
Nella Coppa d'Africa 1972 ottenne due punti, frutto di due pareggi contro Kenya e Mali; Edmond "Dr Kaolo" Apéti segnò 4 reti in questo torneo. Nelle qualificazioni al campionato del mondo 1978 il Togo uscì al secondo turno contro la Guinea. 
Il 28 ottobre 1979 la squadra subì una delle peggiori sconfitte della propria storia, perdendo per 7-0 contro il Marocco. 
Nelle eliminatorie del campionato del mondo 1982 la nazionale togolese uscì al secondo turno contro il Niger, mentre nella Coppa d'Africa del 1984 ottenne un punto pareggiando a reti bianche contro l'Egitto e segnò un solo gol, quello di Rafiou Moutairou nella sconfitta contro il Camerun (1-4). Assente nelle qualificazioni al campionato del mondo 1986 e nelle qualificazioni al campionato del mondo 1990, la squadra togolese tornò a disputare le eliminatorie dei mondiali in vista di Stati Uniti 1994: fu eliminata al secondo turno delle qualificazioni CAF, ultima classificata nel girone con Zimbabwe, Angola ed Egitto.

### Dal 1996 al 2006
Eliminato al secondo turno delle qualificazioni al campionato del mondo 1998, essendosi piazzato ultimo nel proprio girone, il Togo si qualificò alla Coppa d'Africa 1998, dove uscì al primo turno, classificandosi ultimo nel raggruppamento con Tunisia, RD del Congo e Ghana, dopo aver raccolto una vittoria contro i ghanesi (2-1) e due sconfitte.
Il 7 gennaio 2000 il Togo incappò in una delle peggiori sconfitte della propria storia, perdendo per 7-0 contro la Tunisia a Tunisi. Qualificatosi alla Coppa d'Africa 2000, sfiorò l'accesso ai quarti di finale, sfumato per una peggiore differenza reti rispetto a Camerun e Ghana, avvantaggiate rispetto a Togo e Costa d'Avorio, con tutte e quattro le squadre a quota 4 punti nella classifica del girone dopo 3 giornate. 
In vista del campionato del mondo 2002 il Togo superò il primo turno eliminando la Guinea-Bissau, ma si arrese al secondo turno, classificandosi ultimo nel girone con Camerun, Zambia, Libia e Angola. Ebbe accesso anche alla Coppa d'Africa 2002, chiusa con il terzo posto nel girone, alle spalle di Camerun, RD del Congo e davanti alla Costa d'Avorio. Fu assente dalla Coppa d'Africa 2004 a causa del secondo posto nel girone di qualificazione vinto dal Kenya (il Togo non fu la migliore seconda dei gruppi).

### L'esordio nella Coppa del mondo (2006)

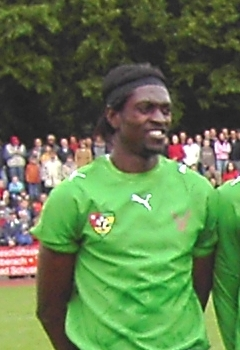
Emmanuel Adebayor, maggiore talento espresso dal calcio togolese, con la maglia della nazionale nel 2006, anno della storica partecipazione della squadra al mondiale di Germania.

Il Togo passò dunque nelle mani del CT nigeriano Stephen Keshi, che lo guidò nelle qualificazioni al campionato del mondo 2006. Superata a fatica la Guinea Equatoriale nel turno preliminare (sconfitta per 1-0 in trasferta e vittoria per 2-0 in casa), la squadra togolese fu inserita nel gruppo 1 con Senegal, Rep. del Congo, Mali, Zambia e Liberia. Grazie a un ruolino di marcia perfetto in casa, dove furono conseguite 5 vittorie in 5 partite, la selezione allenata da Keshi, che fu sconfitta in una sola occasione (in casa dello Zambia) nel cammino di qualificazione, guadagnò l'accesso alla rassegna mondiale tedesca, sospinta dalle 11 reti dell'attaccante Emmanuel Adebayor. Per il Togo fu la prima storica qualificazione ad un mondiale. 
Il fallimento della spedizione alla Coppa d'Africa 2006, dove il Togo si classificò ultimo nel girone con Camerun, RD del Congo e Angola, perdendo tutte e tre le partite, provocò l'esonero del CT nigeriano, a pochi mesi dal mondiale di Germania. L'allenatore tedesco Otto Pfister, che si apprestava a guidare la nazionale africana a Germania 2006, si dimise tre giorni prima del debutto contro la Corea del Sud per via delle proteste dei giocatori per un mancato premio da parte della federazione. Il suo assistente Kodjovi Mawuena assunse, pertanto, l'incarico di commissario tecnico del Togo. Il 12 giugno 2006, però, il figlio di Pfister diede conferma alla FIFA che il padre era stato rinominato commissario tecnico del Togo. Pfister, infatti, tornò sulla panchina della squadra per l'inizio della competizione mondiale.
Nella rassegna mondiale del 2006, il Togo, inserito nel gruppo G con Francia, Svizzera e Corea del Sud, pur offrendo delle prestazioni sufficienti, concluse il suo primo mondiale a zero punti e con l'eliminazione al primo turno, avendo perso per 1-2 contro la Corea del Sud (malgrado l'iniziale vantaggio siglato da Mohamed Kader) e per 0-2 contro la Svizzera e contro la Francia. Nell'agosto 2006 il Togo si issò al 46º posto della classifica mondiale della FIFA, suo migliore piazzamento nella graduatoria.

### Tragedia aerea e attentato (2007-2010)
Dal febbraio 2007 il CT del Togo fu il rientrante Stephen Keshi.
Dopo una partita di qualificazione alla Coppa d'Africa 2008 che il Togo disputò in trasferta contro la Sierra Leone, il 3 giugno 2007, si verificò una tragedia: 20 membri della delegazione sportiva togolese, tra cui il ministro dello sport Richard Attipoe, rimasero uccisi nell'esplosione dell'elicottero che li trasportava.
Durante la partita Togo-Mali (0-2) del 12 ottobre 2007 si verificarono gravi incidenti, che causarono il ferimento di 71 tifosi maliani e 12 tifosi togolesi. Per questo motivo la CAF squalificò lo stadio di Kégué di Lomé.
Il 21 novembre 2008 il Togo ottenne la più larga vittoria della propria storia, battendo per 6-0 l'eSwatini ad Accra, città che ospitò la partita per via della squalifica dell'impianto di casa dei togolesi. 
Fallita la qualificazione alla Coppa d'Africa 2008, essendosi il Togo classificato terzo nel proprio girone eliminatorio, alle spalle di Mali e Benin e davanti alla Sierra Leone (3 vittorie e 3 sconfitte in 6 partite), Keshi lasciò la panchina della nazionale e fu sostituito, nell'aprile 2008, dal francese Henri Stambouli. Grazie a calciatori come Emmanuel Adebayor, Thomas Dossevi e Kossi Agassa, il Togo ottenne la qualificazione alla Coppa d'Africa 2010. Stambouli fu sostituito, nel 2008, da Kodjovi Mawuéna, che nel 2009 passò il terstimone al belga Jean Thissen, sostituito dal francese Hubert Velud nel medesimo anno. 
L'8 gennaio 2010, nell'exclave angolana di Cabinda, la squadra rimase vittima di un attentato ai due pullman che la conducevano in Angola, dove la rappresentativa togolese si apprestava a disputare la Coppa d'Africa 2010. Oltre all'autista morirono due componenti della nazionale togolese, Abalo Amélété, dello staff tecnico, e Stan Ocloo, dell'ufficio stampa, mentre due giocatori rimasero feriti.
La federazione togolese chiese il rinvio della manifestazione, ma la proposta fu bocciata dalla CAF. Il giorno dopo, morti anche l'addetto stampa e l'allenatore in seconda, il Togo si ritirò dalla competizione ed Emmanuel Adebayor tornò a Manchester. Malgrado un ripensamento dei giocatori, decisi a giocare per onorare la memoria dei colleghi deceduti, il governo togolese decise comunque di ritirare ufficialmente la squadra e indire tre giorni di lutto nazionale.
Il 12 aprile 2010 Emmanuel Adebayor annunciò il proprio ritiro dalla nazionale togolese, salvo tornare sui propri passi il 22 marzo 2011, quando si dichiarò nuovamente disponibile per la nazionale.

### Anni duemiladieci
Il 15 giugno 2010 fu ingaggiato l'allenatore Thierry Froger, che firmò un contratto di venti mesi con l'obiettivo di centrare la qualificazione alla Coppa d'Africa 2012, scopo non ottenuto. Poco dopo il ruolo di CT fu affidato ancora a Stephen Keshi e, successivamente, al francese Didier Six, insediatosi ufficialmente il 24 gennaio 2012. Il Togo si qualificò alla Coppa d'Africa 2013 e Six riuscì a convincere Emmanuel Adebayor e Kossi Agassa, ancora scossi dai tragici fatti di Cabinda, a rientrare in nazionale. Classificatosi secondo nel girone vinto dalla Costa d'Avorio, il Togo riuscì a raggiungere i quarti di finale della Coppa d'Africa 2013, dove fu sconfitto per 1-0 dal Burkina Faso dopo i tempi supplementari ed eliminato.
Bisognò attendere il 2017 per rivedere il Togo nella fase finale della Coppa d'Africa, nell'edizione disputata in Gabon: i togolesi uscirono al primo turno, giungendo ultimi nel girone con RD del Congo, Marocco e Costa d'Avorio, con un bilancio di un pareggio e 2 sconfitte in 3 partite.

## Partecipazioni ai tornei internazionali
Legenda: Grassetto: Risultato migliore, Corsivo: Mancate partecipazioni

## Statistiche dettagliate sui tornei internazionali

### Mondiali
| Anno | Luogo                    | Piazzamento     | V | N | P | Gol |
| ---- | ------------------------ | --------------- | - | - | - | --- |
| 1930 | Uruguay                  | Non iscritto    | - | - | - | -   |
| 1934 | Italia                   | Non iscritto    | - | - | - | -   |
| 1938 | Francia                  | Non iscritto    | - | - | - | -   |
| 1950 | Brasile                  | Non iscritto    | - | - | - | -   |
| 1954 | Svizzera                 | Non iscritto    | - | - | - | -   |
| 1958 | Svezia                   | Non iscritto    | - | - | - | -   |
| 1962 | Cile                     | Non iscritto    | - | - | - | -   |
| 1966 | Inghilterra              | Non iscritto    | - | - | - | -   |
| 1970 | Messico                  | Non iscritto    | - | - | - | -   |
| 1974 | Germania                 | Non qualificato | - | - | - | -   |
| 1978 | Argentina                | Non qualificato | - | - | - | -   |
| 1982 | Spagna                   | Non qualificato | - | - | - | -   |
| 1986 | Messico                  | Non qualificato | - | - | - | -   |
| 1990 | Italia                   | Non qualificato | - | - | - | -   |
| 1994 | Stati Uniti              | Non qualificato | - | - | - | -   |
| 1998 | Francia                  | Non qualificato | - | - | - | -   |
| 2002 | Giappone / Corea del Sud | Non qualificato | - | - | - | -   |
| 2006 | Germania                 | Primo turno     | 0 | 0 | 3 | 1:6 |
| 2010 | Sudafrica                | Non qualificato | - | - | - | -   |
| 2014 | Brasile                  | Non qualificato | - | - | - | -   |
| 2018 | Russia                   | Non qualificato | - | - | - | -   |
| 2022 | Qatar                    | Non qualificato | - | - | - | -   |

### Coppa d'Africa
| Anno | Luogo                      | Piazzamento      | V | N | P | Gol |
| ---- | -------------------------- | ---------------- | - | - | - | --- |
| 1957 | Sudan                      | Non iscritto     | - | - | - | -   |
| 1959 | Rep. Araba Unita           | Non iscritto     | - | - | - | -   |
| 1962 | Impero d'Etiopia           | Non iscritto     | - | - | - | -   |
| 1963 | Ghana                      | Non iscritto     | - | - | - | -   |
| 1965 | Tunisia                    | Non iscritto     | - | - | - | -   |
| 1968 | Impero d'Etiopia           | Non qualificato  | - | - | - | -   |
| 1970 | Sudan                      | Non qualificato  | - | - | - | -   |
| 1972 | Camerun                    | Primo turno      | 0 | 2 | 1 | 4:6 |
| 1974 | Egitto                     | Non qualificato  | - | - | - | -   |
| 1976 | Etiopia                    | Non qualificato  | - | - | - | -   |
| 1978 | Ghana                      | Non qualificato  | - | - | - | -   |
| 1980 | Nigeria                    | Non qualificato  | - | - | - | -   |
| 1982 | Libia                      | Non qualificato  | - | - | - | -   |
| 1984 | Costa d'Avorio             | Primo turno      | 0 | 2 | 1 | 1:7 |
| 1986 | Egitto                     | Non qualificato  | - | - | - | -   |
| 1988 | Marocco                    | Non qualificato  | - | - | - | -   |
| 1990 | Algeria                    | Non qualificato  | - | - | - | -   |
| 1992 | Senegal                    | Non qualificato  | - | - | - | -   |
| 1994 | Tunisia                    | Non qualificato  | - | - | - | -   |
| 1996 | Sudafrica                  | Non qualificato  | - | - | - | -   |
| 1998 | Burkina Faso               | Primo turno      | 1 | 0 | 2 | 4:6 |
| 2000 | Ghana / Nigeria            | Primo turno      | 1 | 1 | 1 | 2:3 |
| 2002 | Mali                       | Primo turno      | 0 | 2 | 1 | 0:3 |
| 2004 | Tunisia                    | Non qualificato  | - | - | - | -   |
| 2006 | Egitto                     | Primo turno      | 0 | 0 | 3 | 2:7 |
| 2008 | Ghana                      | Non qualificato  | - | - | - | -   |
| 2010 | Angola                     | Ritirato         | - | - | - | -   |
| 2012 | Gabon / Guinea Equatoriale | Non qualificato  | - | - | - | -   |
| 2013 | Sudafrica                  | Quarti di finale | 1 | 1 | 2 | 4:4 |
| 2015 | Guinea Equatoriale         | Non qualificato  | - | - | - | -   |
| 2017 | Gabon                      | Primo turno      | 0 | 1 | 2 | 2:6 |
| 2019 | Egitto                     | Non qualificato  | - | - | - | -   |
| 2021 | Camerun                    | Non qualificato  | - | - | - | -   |
| 2023 | Costa d'Avorio             | Non qualificato  | - | - | - | -   |

## Tutte le rose

### Mondiali
Coppa del Mondo FIFA 20061 Tchagnirou, 2 Nibombé, 3 Abalo, 4 Adebayor, 5 Tchangai, 6 Aziawonou, 7 Salifou, 8 Agboh, 9 Dossevi, 10 Cherif Touré, 11 Malm, 12 Akoto, 13 Forson, 14 Olufadé, 15 Romao, 16 Agassa, 17 Kader, 18 Sènaya, 19 Assemoassa, 20 Erassa, 21 Atsou, 22 Obilalé, 23 Touré, CT: Pfister

### Coppa d'Africa
Coppa d'Africa 19981 Nimombe, 2 Ametekodo, 3 Sènaya, 4 Tchangai, 5 Abalo, 6 Takpara, 7 Loukoumanou, 8 Ouadja, 9 Noutsoudje, 10 Salou, 11 Doté, 12 Assignon, 13 Cherif Touré, 14 Akpalo, 15 Balogou, 16 Ouadja, 17 Kader, 18 Agbobli-Atayi, 19 R. Akakpo, 20 Oyawolé, 21 Tchagnao, 22 A. Akakpo, CT: Vogel
Coppa d'Africa 20001 Nimombe, 2 Ametekodo, 3 Sènaya, 4 Tchangai, 5 Abalo, 6 Tchagnao, 7 T. Salou, 8 Ouadja, 9 Fiawoo, 10 Cherif Touré, 11 Doté, 12 Aziawonou, 13 Assignon, 14 Atsou, 15 Moumouni, 16 Agassa, 17 Kader, 18 B. Salou, 19 Yedibahoma, 20 Oyawolé, 21 Coubageat, 22 Pedomey, CT: Göller
Coppa d'Africa 20021 Tchagnirou, 2 Mamah, 3 Sènaya, 4 Abalo, 5 Tchangai, 6 Adebayor, 7 Dossevi, 8 Ouadja, 9 Noutsoudje, 10 Olufadé, 11 Dogbé, 12 Akoto, 13 Assignon, 14 Olympio, 15 Moumouni, 16 Agassa, 17 Kader, 18 Agbobli-Atayi, 19 M. Salifou, 20 Oyawolé, 21 Zanzan, 22 S. Salifou, CT: Keshi
Coppa d'Africa 20061 Tchagnirou, 2 Nibombé, 3 Abalo, 4 Adebayor, 5 Tchangai, 6 Aziawonou, 7 Salifou, 8 Mamah, 9 Dogbé, 10 Cherif Touré, 11 Coubageat, 12 Akoto, 13 Mathias, 14 Olufadé, 15 Romao, 16 Agassa, 17 Kader, 18 Sènaya, 19 Alidu, 20 Assemoassa, 21 Zanzan, 22 Obilalé, 23 Guzayou, CT: Keshi
Coppa d'Africa 20101 Obilalé, 2 Bossou, 3 Eninful, 4 Adebayor, 5 Akakpo, 6 Mamah, 7 Salifou, 8 Amewou, 9 Dossevi, 10 F. Ayité, 11 J. Ayité, 12 Akoto, 13 Forson, 14 Boussari, 15 Romao, 16 Agassa, 17 Gakpé, 18 Sènaya, 19 Mani, 20 Brenner, 21 Kpatoumbi, 22 Tchagouni, 23 Touré, CT: Velud
Coppa d'Africa 20131 Atsu, 2 Nibombé, 3 Wome, 4 Adebayor, 5 Akakpo, 6 Mamah, 7 Salifou, 8 Amewou, 9 Bossou, 10 F. Ayité, 11 J. Ayité, 12 Mani, 13 Ouro-Akoriko, 14 Segbefia, 15 Romao, 16 Agassa, 17 Gakpé, 18 Placca Fessou, 19 Amétépé, 20 Donou, 21 Djené, 22 Damessi, 23 Tchagouni, CT: Six
Coppa d'Africa 20171 Mensah, 2 Atchou, 3 Ouro-Sama, 4 Adebayor, 5 Akakpo, 6 Mamah, 7 Dossevi, 8 Agbégniadan, 9 Bossou, 10 Ayité, 11 Kouloum, 12 Boukari, 13 Ouro-Akoriko, 14 Segbefia, 15 Romao, 16 Agassa, 17 Gakpé, 18 Atakora, 19 Laba, 20 Eninful, 21 Djené, 22 Bebou, 23 Tchagouni, CT: Le Roy

## Commissari tecnici
- Eberhard Vogel (1997-98)
- Bana Tchanile (2000-02)
- Diego Garzitto (2002)
- Antônio Dumas (2002-04)
- Stephen Keshi (2004-06)
- Otto Pfister (2006)
- Stephen Keshi (2006-08)
- Henri Stambouli (2008)
- Kodjovi Mawuéna (2008-09)
- Jean Thissen (2009)
- Hubert Velud (2009-10)
- Thierry Froger (2010-11)
- Stephen Keshi (2011)
- Didier Six (2011, ad interim)
- Didier Six (2012-14)
- Tchakala Tchanilé (2014-2015)
- Tom Saintfiet (2015-16)
- Claude Le Roy (2016-21)
- Paulo Duarte (2021-2024)
- Daré Nibombé (2024-)

## Rosa attuale
Lista dei giocatori convocati per le partite di qualificazione alla Coppa d'Africa 2021 contro Comore e Kenya.
|  | P | Malcolm Barcola         | 14 maggio 1999    | 5  | 0  | Olympique Lione II        |  |  |
|  | P | Abdoul Moubarak Aïgba   | 5 agosto 1997     | 1  | 0  | OTR                       |  |  |
|  | P | Dové Abotchi            | 20 settembre 1992 | 0  | 0  | JDR Stars                 |  |  |
|  |   |                         |                   |    |    |                           |  |  |
|  | D | Djené Dakonam           | 31 dicembre 1991  | 69 | 0  | Getafe (Capitano)         |  |  |
|  | D | Hakim Ouro-Sama         | 28 dicembre 1997  | 23 | 1  | Lille B                   |  |  |
|  | D | Steve Lawson            | 8 agosto 1994     | 17 | 0  | Livingston                |  |  |
|  | D | Simon Gbegnon           | 27 marzo 1992     | 11 | 0  | Béziers                   |  |  |
|  | D | Adewale Olufadé         | 21 agosto 1994    | 8  | 0  | Union Douala              |  |  |
|  | D | Wilson Akakpo           | 1º febbraio 1988  | 2  | 0  | Al-Ittihad Alessandria    |  |  |
|  | D | Abdoul Bodé             | 22 gennaio 1995   | 4  | 0  | Togo-Port                 |  |  |
|  | D | Kangnivi Amatchoutchoui | 28 maggio 1994    | 0  | 0  | Gbohloé-Su des Lacs       |  |  |
|  |   |                         |                   |    |    |                           |  |  |
|  | C | Lalawélé Atakora        | 9 novembre 1990   | 45 | 2  | Qabala                    |  |  |
|  | C | Floyd Ayité             | 15 dicembre 1988  | 43 | 11 | Gençlerbirliği            |  |  |
|  | C | Mathieu Dossevi         | 12 febbraio 1988  | 32 | 5  | Tolosa                    |  |  |
|  | C | Koffi Atchou            | 3 dicembre 1995   | 20 | 1  | Boldklubben Fremad Amager |  |  |
|  | C | Ihlas Bebou             | 23 aprile 1994    | 20 | 1  | Hoffenheim                |  |  |
|  | C | Gilles Sunu             | 30 marzo 1991     | 7  | 1  | BB Erzurumspor            |  |  |
|  | C | Marouf Tchakei          | 15 dicembre 1995  | 6  | 2  | ASKO Kara                 |  |  |
|  | C | Yendoutie Nane          | 23 giugno 1994    | 0  | 0  | ASKO Kara                 |  |  |
|  |   |                         |                   |    |    |                           |  |  |
|  | A | Kodjo Fo-Doh Laba       | 27 gennaio 1992   | 28 | 12 | Al-Ain                    |  |  |
|  | A | Peniel Mlapa            | 20 febbraio 1991  | 11 | 0  | Kalba                     |  |  |
|  | A | Kévin Denkey            | 30 novembre 2000  | 8  | 1  | Béziers                   |  |  |
|  | A | David Henen             | 19 aprile 1996    | 0  | 0  | Grenoble                  |  |  |